# Halowe Mistrzostwa Europy w Lekkoatletyce 1987 – skok w dal kobiet
Skok w dal kobiet – jedna z konkurencji technicznych rozgrywanych podczas halowych lekkoatletycznych mistrzostw Europy w hali Stade couvert régional w Liévin. Rozegrano od razu finał 21 lutego 1987. Zwyciężyła reprezentantka Niemieckiej Republiki Demokratycznej Heike Drechsler, która tym samym obroniła tytuł zdobyty na poprzednich mistrzostwach.

## Rezultaty

### Finał
Wystartowało 9 skoczkiń.
Opracowano na podstawie materiału źródłowego.
| Miejsce | Zawodniczka         | Wynik | Uwagi |
| ------- | ------------------- | ----- | ----- |
| 1       | Heike Drechsler     | 7,12  |       |
| 2       | Galina Czistiakowa  | 6,89  |       |
| 3       | Jelena Bielewska    | 6,76  |       |
| 4       | Edine van Heezik    | 6,63  | [ 4 ] |
| 5       | Agata Karczmarek    | 6,57  |       |
| 6       | Antonella Capriotti | 6,45  |       |
| 7       | Monika Hirsch       | 6,43  |       |
| 8       | Nadine Debois       | 6,28  |       |
| 9       | Caroline Missoudan  | 5,79  |       |